# Tečić
Tečić (cyr. Течић) – wieś w Serbii, w okręgu pomorawskim, w gminie Rekovac. W 2011 roku liczyła 553 mieszkańców.